# Plantão da Globo

Atual logotipo da vinheta do plantão

A emissora brasileira TV Globo interrompe sua programação esporadicamente para transmitir ao vivo um plantão jornalístico noticiando fatos, de relativa importância local, nacional ou internacional, ocorridos em momentos antecedentes. Os boletins são apresentados por jornalistas da rede que estejam em seus expedientes.

## História

Selo de plantão do Jornal da Globo durante a década de 1980

Durante as décadas de 1970 e 1980, a TV Globo interrompia sua programação nacional para exibir boletins extraordinários com locuções identificados com selos de telejornais transmitidos aproximadamente no horário em que as notícias eram dadas junto ao texto "plantão" estilizado. Para fatos de importância regional, as emissoras filiadas colocavam no ar selos de seus noticiários locais.
A Globo começou a veicular plantões padrão em 1991. O primeiro foi exibido em 21 de maio de 1991, interrompendo o filme Top Gun - Ases Indomáveis, na Sessão da Tarde, e apresentado pelo jornalista Celso Freitas. Na ocasião foi informado o assassinato do primeiro-ministro da Índia Rajiv Gandhi. Meses depois, foi criada uma vinheta com tema do maestro compositor João Nabuco, escolhido em um concurso interno, e animação de Hans Donner, um dos principais designers da emissora. Um boletim assim caracterizado foi ao ar em agosto, com William Bonner noticiando uma tentativa de golpe na União Soviética. Alguns extraordinários seguiram sendo feitos em off até 2008.

Logotipo do plantão de 2016 a 2021

Em 1994, o plantão da Globo atingiu o maior número de exibições em um único dia, interrompendo a programação nove vezes em primeiro de maio com a cobertura do acidente com o carro de corrida e da morte do piloto brasileiro de Fórmula 1 Ayrton Senna. A contagem segue com as oito veiculações de 7 de abril de 2018 sobre os desdobramentos da prisão do então ex-presidente Luiz Inácio Lula da Silva.
O ano em que mais houve transmissões do boletim foi 2016, quando 25 destes foram ao ar, tendo alguns levado informações sobre o impeachment da presidente Dilma Rousseff, a morte do ator da emissora Domingos Montagner e o acidente com a aeronave do voo LaMia 2933, a serviço da Associação Chapecoense de Futebol, que trazia a bordo diversos membros de sua equipe.
Até maio de 2021, a jornalista Renata Vasconcellos, titular do Jornal Nacional, havia apresentado o plantão em 34 oportunidades, o maior número de vezes, seguido de William Bonner, também titular do noticiário, que comandou o boletim em 24 ocasiões. Desde esse ano, a emissora limitou-se a divulgar boa parte dos últimos acontecimientos esporádicos durante os intervalos comerciais da programação através de rápidos boletins do Jornal Hoje (faixa matinal e início da tarde), Jornal Nacional (faixa vespertina e início da noite), Jornal da Globo (faixa noturna) e o Fantástico (programação dominical). Entre 2021 e 2024, a vinheta do Plantão passou a se tornar cada vez mais rara na programação, sendo usada em pouquíssimos momentos como o acidente de Marília Mendonça, falecimento de Pelé, a deposição de Ibaneis Rocha (MDB-DF) do cargo de governador do Distrito Federal e a prisão dos mandantes do assassinato de Marielle Franco. Em 6 de novembro de 2024, o programa foi ao ar noticiando a vitória de Donald Trump na corrida presidencial de 2024. Em 8 de maio de 2025, noticiou o sinal da fumaça branca na chaminé da Capela Sistina, indicando a eleição de um novo papa, e posteriormente anunciou que Robert Francis Prevost havia sido escolhido no Conclave de 2025, adotando o nome Papa Leão XIV. Em 21 de junho de 2025, o plantão transmitiu o pronunciamento do presidente americano, Donald Trump, sobre os ataques dos Estados Unidos a instalações nucleares iranianas. A última exibição do programa ocorreu em 4 de agosto de 2025, noticiando a decretação da prisão domiciliar do ex-presidente do Brasil Jair Bolsonaro.

## Bastidores
Em 9 de maio de 2024, a apresentadora Fátima Bernardes, ex-âncora do Jornal Nacional e ex-apresentadora do Encontro, participou do podcast Podpah. Durante a entrevista, ela revelou como funciona os bastidores do Plantão da Globo, que é acionado para comunicar notícias urgentes em rede nacional.
Segundo Fátima, a decisão de interromper a programação cabe ao editor-chefe e ao diretor, que avaliam se o evento é de grande importância e se justifica o acionamento do plantão. Ela explicou que essa decisão também envolve considerar se a interrupção deve ocorrer imediatamente ou após o intervalo comercial.
Quando questionada pelo apresentador do podcast sobre como a equipe é mobilizada, Fátima afirmou que, geralmente, escolhe-se um jornalista disponível, que deve correr até o local onde está o controle de programação. Lá, ele recebe o texto e aguarda o sinal para entrar no ar. Ela detalhou ainda que é necessário coordenar todas as afiliadas da emissora pelo país, pois há um comando central que organiza a transmissão e autoriza a interrupção com uma contagem regressiva antes de a vinheta do plantão ser exibida.
“Diminuiu muito. O plantão da Globo continua, mas tem que ser por um motivo muito [importante]. O próprio editor ou diretor decidem na hora: 'É plantão! Vale interromper a programação ou podemos esperar o intervalo?'. Eles pegam alguém que sai correndo pra um lugar onde fica o controle da programação e quando você chega vem um sinal e interrompe. Você tem que coordenar todas as afiliadas de todo o país. Tem um comando central que fala: 'Vai interromper em 3, 2, 1' e toca a vinheta”
Fátima também mencionou que o jornalista responsável pelo plantão deve obter autorização da direção para entrar no ar e utilizar um controle especial para comandar a interrupção e garantir a integração das emissoras afiliadas.

## Impacto
Devido a ter noticiado, entre diversos acontecimentos de relativa importância, guerras, mortes, fenômenos naturais, acidentes, sequestros, atentados e eventos políticos, no Brasil e no mundo, o plantão da Globo é comumente associado ao prenúncio de fatos que gerem reação negativa no público. Em suas interrupções na programação desde o início da década de 1990, a vinheta que anuncia o boletim, atualizada conforme a emissora modifica seu visual, é considerada a causa de impacto nos telespectadores, uma vez que já tenha historicamente divulgado informações que pudessem remeter a más consequências. Com o crescimento de mídias sociais em território brasileiro, o plantão chega a ser um dos assuntos mais comentados por usuários a partir do momento em que é colocado no ar, seja pela reação à informação ou ao tema musical.
Segundo João Nabuco, compositor da música que antecede a interrupção do boletim, seu impacto é resultado da trilha sonora, inspirada na vinheta do Repórter Esso, noticiário de rádio e televisão transmitido por emissoras do Brasil entre as décadas de 1940 e 1960. O psicanalista, mestre e doutor em psicologia pela Universidade de São Paulo Christian Dunker afirmou, em entrevista ao portal de notícias Universo Online, que existe um contexto histórico associado ao tema e o compara com os alarmes que antecedem o início de uma peça teatral: "Esse sinal representa uma espécie de angústia genérica. A gente não sabe o que vai vir, mas a fantasia ocupa aquilo com uma resposta [...] É uma música que tem a força de evocar um tipo de memória mais subliminar, mais contextual. Isso é um efeito simbólico, é um símbolo cultural".